# Akcja Weffels

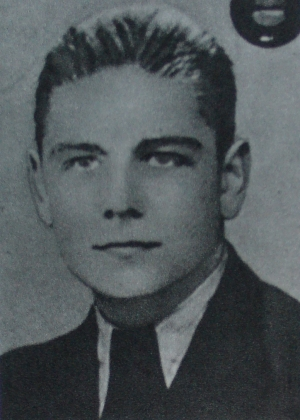
Dowódca akcji Kazimierz Kardaś Orkan

Akcja Weffels – udany zamach na gestapowca Ernsta Weffelsa, przeprowadzony 1 października 1943 w Warszawie przez żołnierzy harcerskiego oddziału Agat.
Ernst Weffels był kierownikiem zmiany oddziału kobiecego na Pawiaku, tzw. Serbii. Znany był z sadyzmu i okrutnego traktowania więźniów. Weffels, we współpracy z konfidentką Sabiną Bykowską prowadził śledztwo w sprawie sposobu przekazywania grypsów. Po donosie Bykowskiej odkrył, że za proceder ten odpowiadał polski personel szpitala więziennego. Kierownictwo Walki Podziemnej zostało powiadomione o sytuacji. Wydano rozkaz pilnej likwidacji Ernesta Weffelsa, przekazany do realizacji KG AK. Kpt. „Pług” Adam Borys zlecił zadanie rozpracowania gestapowca Aleksandrowi Kunickiemu „Rayskiemu”.

## Rozpoznanie
Rozpoznanie zostało powierzone Aleksandrowi Kunickiemu ps. Rayski. Dzięki poprzednim operacjom znał on tryb pracy na Pawiaku – gestapowcy pracowali 24 godziny, a potem mieli jeden dzień wolny. Wiedział również, że są oni przewożeni z alei Szucha 23, a następnie odwożeni tam po zakończonej pracy. Wywiad polegał na codziennej obserwacji ciężarówek przewożących Niemców na Pawiak. Po jakimś czasie Rayski odnalazł osobę odpowiadającą rysopisowi. Dalsze rozpoznanie prowadził z Ewą Prauss-Płoską, która poszła za gestapowcem. Potwierdziła ona rysopis i ustaliła, że Niemiec wszedł do bramy domu przy ulicy Koszykowej 6. Ostatecznie rozpoznanie zostało potwierdzone przez byłego więźnia Pawiaka, który poznał Weffelsa. Mieszkał w eleganckim domu pod tym adresem, odebranym na przełomie 1940 i 1941 roku SMB „Kresowa”, przylegającym bezpośrednio do siedziby Kripo.
Ustalono, że Weffels udaje się co drugi dzień na Szucha około godziny 12, a wraca około 14 następnego dnia. Dalsze obserwacje niczego nowego nie wniosły i 25 września zakończono rozpoznanie.

## Akcja
Dowodzenie nad akcją zostało przekazane Kazimierzowi Kardasiowi (Orkan). Dalszą obserwację Weffelsa prowadziła Maria Stypułkowska (Kama), ona również miała wskazać cel.
Skład zespołu wraz z uzbrojeniem:
- Kazimierz Kardaś ps. Orkan – dowódca akcji – sten, colt, granat „filipinka”
- Ryszard Dulniak ps. Daniel – wykonawca – vis, colt, granat „filipinka”
- Henryk Zakrzewski ps. Kobza – I ubezpieczenie – sten, colt, granat „filipinka”
- Witold Juszczak ps. Kalina – II ubezpieczenie – sten, colt, granat „filipinka”
- Tadeusz Kostrzewski ps. Niemira – kierowca – parabellum 9 mm, 4 granaty

Łączniczki pomagające w akcji:
- Maria Stypułkowska- Chojecka ps. Kama - sygnalizacja
- Elżbieta Dziębowska ps. Dewajtis - łączniczka donosząca broń
- Janina Lutyk- Zapadko - łączniczka donosząca broń
- Maria Chuchla ps. Maja - łączniczka odbierająca broń
- Irena Malento ps. Jenny - łączniczka odbierająca broń

Rozpoznanie prowadzili:
- Aleksander Kunicki ps. Rayski
- Ewa Prauss- Płoska ps. Ewa
- Bogusław Ustaborowicz ps. Żar
- Maria Stypułkowska- Chojecka ps. Kama.

W gotowości czekał także Zbigniew Dworak ps. Dr Maks, by opatrzyć ewentualnych rannych.
Odprawy prowadzono w mieszkaniu Kazimierza Kardasia przy ulicy Świętojerskiej 18. Akcję zaplanowano na 1 października. O godzinie 9:00 zwołano zbiórkę w mieszkaniu Orkana, o 11:00 żołnierze rozpoczęli pojedynczo opuszczać lokal. O 11:40 rozdysponowano broń w parku Ujazdowskim, dziesięć minut później wszyscy byli na swoich stanowiskach. Akcja odbywała się dotąd zgodnie z planem.
Wykonanie wyroku miało odbyć się na rogu Koszykowej i 6 Sierpnia (obecnie al. Wyzwolenia). W okolicy znajdował się główny gmach gestapo, dowództwo SS i policji oraz 2 bataliony Schutzpolizei. 1 października okolicę patrolował dodatkowo esesman na konnej platformie.
O godzinie 12:02 Weffels wyszedł z domu. Kama przeszła przez jezdnię, a Daniel zdjął kapelusz. Dwie minuty później, kiedy cel znajdował się na rogu Koszykowej i 6 Sierpnia, Orkan strzelił z kilku metrów do Niemca. Ten zaczął uciekać w stronę parku, został jednak ponownie postrzelony przez Orkana, któremu w tym momencie skończyła się amunicja.
Na ulicy 6 sierpnia pojawił się wojskowy samochód, z którego wysiadło kilku żołnierzy. Zostali oni ostrzelani przez Niemirę, podobnie jak SS-mann stojący na platformie konnej. W bramie parku pojawił się granatowy policjant, który uciekł na widok wycelowanego w niego pustego już pistoletu przez Orkana.
Orkan wymienił magazynek i pobiegł szukać Weffelsa. Znalazł go zakrwawionego przy ławce w parku, z pistoletem w dłoni. Strzelił mu z bliska w głowę, zabrał broń i dokumenty. Pojawił się motocykl z przyczepą z trzema żandarmami; Kalina rzucił w jego stronę „filipinkę”, która wybuchła kilka metrów za pojazdem i motocykl odjechał. AK-owcy pobiegli do samochodu, ostrzeliwując nadbiegających z różnych stron Niemców. Ucieczka nastąpiła bez zakłóceń i zgodnie z planem. Nikt z przeprowadzających akcję nie zginął ani nie został ranny.

Komunikat nr 16
Dnia 1.X o godz. 12:05 w W-wie został zastrzelony SS-Sturmmann Ernst Weffels, kat i oprawca w więzieniu kobiecym na Pawiaku

Partnerka Weffelsa, Sabina Bykowska, została zastrzelona 5 października 1943.